# ゲラニルゲラニオール
ゲラニルゲラニオール はいくつかの重要な生化学反応において役割を担うジテルペンアルコールである。他のジテルペンや、ビタミンEの生合成における中間体である。ゲラニルゲラニル化として知られる翻訳後修飾に利用される。ゲラニルゲラニオールはマルハナバチや各種の他の昆虫におけるフェロモンである。
ゲラニルゲラニオールはin vitroにおいて結核菌の阻害作用を示す。